# 16-os busz (Tatabánya)
A tatabányai 16-os jelzésű autóbusz az Autóbusz-állomás és Környebánya között közlekedik körforgalomban. A vonalat a T-Busz Tatabányai Közlekedési Kft. üzemelteti. Ellenkező irányba a 6-os busz közlekedik.

## Története
A buszvonalat 2018. január 1-jétől Tatabánya új közlekedési társasága, a T-Busz Kft üzemelteti, nem tér be a Millennium lakóparkhoz és a 16Y jelzésű járatok megszűnnek.

## Útvonala
| Autóbusz-állomás → Bányász körtér → Környebányai forduló → Autóbusz-állomás |
| --- |
| Autóbusz-állomás (17) – Jedlik Ányos utca – Mozdony utca – Álmos vezér utca – Komáromi utca – Fő tér – Mártírok útja – Ifjúság utca – Köztársaság útja – Összekötő út – Omega Park – Összekötő út – Szent Borbála út – Semmelweis utca – dr. Mohi Rezső utca – Hosszú sor – Muta hegy – Hársas-völgy – Környebányai forduló – Síkvölgyi út – Síkvölgypusztai forduló – Síkvölgyi út – Kossuth Lajos utca – Bajcsy-Zsilinszky utca – Dózsa György út – Győri út – Mozdony utca – Jedlik Ányos utca – Autóbusz-állomás |

## Megállóhelyei
| 0  | 0  | Autóbusz-állomás végállomás | 1, 1G, 2, 5, 5P, 6, 9, 9D, 10, 11, 15, 26, 26R, 50, 55, 57, 70 770, 804, 814, 822, 823, 824, 8400, 8402, 8403, 8406, 8410, 8423, 8432, 8435, 8436, 8437, 8441, 8442, 8462, 8463, 8464, 8465, 8466, 8467, 8472, 8479 1758, 1824, 1841, 1843, 1845, 1848, 1850, 1851 S10 G10 S12 IC, EC, EN, gyorsvonat, expresszvonat, |
| 2  | 2  | Fő tér                      | 2, 3, 3A, 3G, 3L, 6, 9, 9D, 10, 38, 38G, 53, 53B, 57, 59B, 59I, 70 8443 |
| 4  | 3  | Mártírok útja               | 2, 3, 3A, 3G, 3L, 6, 9, 9D, 10, 38, 38G, 53, 53B, 57, 59B, 59I, 70 8443 |
| 5  | 4  | Ifjúság út                  | 2, 3, 3A, 3G, 3L, 6, 9, 9D, 10, 38, 38G, 52, 52I, 53, 53B, 57, 59B, 59I, 70 8443 |
| 7  | 6  | Kodály Zoltán Iskola        | 5, 5P, 6, 8, 8L, 10, 15, 18, 38, 38G, 53B, 53I, 55, 57, 59B 822, 823, 824, 8406, 8410, 8423, 8432, 8435, 8436, 8437, 8442, 8443, 8472 1784 |
| 9  | 8  | Összekötő út                | 2, 5, 5P, 6, 15, 52, 52I, 55, 59B 822, 823, 824, 8406, 8410, 8423, 8432, 8435, 8436, 8437, 8442, 8443, 8472 |
| 11 | 10 | Omega Park                  | 1, 1G, 2, 4, 4E, 5, 5P, 6, 10, 11, 15, 52, 52I, 55 8410, 8442 |
| 13 | 12 | Szent Borbála út            | 1, 1G, 4, 4E, 5, 5P, 6, 10, 11, 51, 51B, 59B 822, 824, 8406, 8410, 8423, 8432, 8435, 8436, 8437, 8443, 8460, 8472 |
| 15 | 14 | Sportpálya                  | 1, 1G, 4, 4E, 5, 5P, 6, 10, 11, 51, 51B, 59B 822, 824, 8406, 8410, 8423, 8432, 8435, 8436, 8437, 8443, 8460, 8472 |
| 16 | 15 | Gőzfürdő                    | 1, 1G, 3, 3A, 3G, 3L, 4, 4E, 6, 8, 8L, 8S, 11, 18, 38, 38G, 51, 51B, 53B 8435, 8436 |
| 17 | 16 | Újtemető                    | 1, 1G, 3, 3A, 3G, 3L, 4, 4E, 6, 8, 8L, 8S, 11, 18, 38, 38G, 51, 51B, 53B |
| 18 | 17 | Bányász körtér              | 1, 3, 3A, 3G, 3L, 4, 4E, 6, 8, 11, 18, 36, 38, 38G, 51, 51B, 53B 8432, 8435, 8436 |
| 19 | 18 | Hosszúsor                   | 6, 36 |
| 20 | 19 | X. középállomás             | 6, 36 |
| 21 | 20 | XI/A Akna                   | 6, 36 |
| 22 | 21 | XI. Akna                    | 6, 36 |
| 23 | 22 | XII/A Akna                  | 6, 36 |
| 24 | 23 | Kuburczik kertek            | 6, 36 |
| 25 | 24 | Rugógyár                    | 6, 26R, 36 |
| 26 | 26 | Homoküzem                   | 6, 26R |
| 28 | 27 | Halas-tó                    | 6, 26R |
| 29 | 28 | Környebányai forduló        | 6, 26, 26R |
| 30 | 29 | Gesztenyés dűlő             | 6, 26, 26R |
| 32 | 31 | Környebányai elágazás       | 6, 26, 26R |
| 33 | 32 | Síkvölgyi szanatórium       | 6, 26, 26R |
| 34 | 33 | Horgásztanya                | 6, 26, 26R |
| 35 | 34 | Síkvölgyi szanatórium       | 6, 26, 26R |
| 36 | 35 | Környebányai elágazás       | 6, 26, 26R |
| 37 | 36 | XV/C aknai elágazás         | 6, 26, 26R |
| 38 | 37 | Körtés                      | 6, 26, 26R |
| 40 | 38 | Síkvölgyi temető            | 6, 26, 26R |
| 44 | 41 | Kossuth Lajos utca          | 1, 1G, 4, 4E, 6, 11, 26, 26R, 51, 51B, 52, 52I |
| 46 | 42 | Bajcsy-Zsilinszky utca      | 1, 1G, 6, 11, 26, 26R, 51B, 52, 52I |
| 47 | 43 | Madách Imre utca            | 1, 1G, 2, 6, 9, 9D, 11, 26, 26R, 50, 51B, 52, 52I, 57, 59I 8443 |
| 49 | 45 | Kórház                      | 1, 1G, 6, 8, 8L, 8S, 9, 9D, 11, 18, 38, 38G, 50, 57, 59B 770, 823, 8402, 8403, 8441, 8442, 8443, 8462, 8463, 8464, 8465, 8466, 8467 1758, 1824, 1841, 1843, 1845, 1846, 1848, 1851 |
| 51 | 47 | Vasútállomás                | 1, 1G, 2, 5, 5P, 9, 9D, 15, 26, 26R, 38, 38G, 50, 53I, 55, 57, 59B S10 G10 S12 IC, EC, EN, gyorsvonat, expresszvonat, |
| 52 | 48 | Autóbusz-állomás végállomás | 1, 1G, 2, 5, 5P, 6, 9, 9D, 10, 11, 15, 26, 26R, 50, 55, 57, 70 770, 804, 814, 822, 823, 824, 8400, 8402, 8403, 8406, 8410, 8423, 8432, 8435, 8436, 8437, 8441, 8442, 8462, 8463, 8464, 8465, 8466, 8467, 8472, 8479 1758, 1824, 1841, 1843, 1845, 1848, 1850, 1851 S10 G10 S12 IC, EC, EN, gyorsvonat, expresszvonat, |